# Carlos Alberto Chávez Moya
Carlos Alberto Chávez Moya (Madrid, Colombia, 29 de marzo de 1973) es un político colombiano, agricultor y actualmente es el Alcalde de Madrid, Cundinamarca, siendo elegido para el periodo 2024-2027.

## Biografía
Es hijo de Luis Alberto Chávez y Tulia Moya de Chávez, ambos campesinos madrileños, es gerente general de su empresa agricultora Agro Carlos Chávez, es padre de 3 hijos, estudia Administración de empresas en Universidad Nacional Abierta y a Distancia - UNAD Colombia, e hizo un Diplomado de Hacienda pública, presupuesto público y economía pública en la misma alma mater.

## Carrera política

### Concejal de Madrid Cundinamarca
Fue en dos ocasiones concejal de Madrid Cundinamarca, la primera en el periodo 2016-2019, siendo candidato al Concejo Municipal por el partido Liberal en la elección regional de 2015, la segunda ocasión fue producto del estatuto de la oposición, Ley 1909 de 2018, al haber quedado en la segunda posición en la elección de alcalde de Madrid, Cundinamarca del año 2019, por lo cual fue concejal para el periodo 2020-2023.

### Alcalde de Madrid Cundinamarca.
Carlos Alberto Chávez Moya es actualmente el Alcalde Municipal de Madrid Cundinamarca, siendo elegido para el periodo 2024-2027, por la coalición "Cultivando con Amor Por Madrid" conformada por el Partido Liberal, Partido Conservador, ASI, MAIS y Colombia Justa Libres.

#### Resultado elección de 2023[2]
| Candidato                   | N° de votos | Alcalde Elegido |
| --------------------------- | ----------- | --------------- |
| Harol Arley Naranjo Coy     | 10035       |                 |
| Carlos Alberto Chávez Moya  | 17726       | X               |
| Carlos Ramírez Santos       | 5721        |                 |
| José Salomón Rodríguez      | 4963        |                 |
| Pedro Garzón Bojacá         | 1468        |                 |
| Orlando Cardona Rojas       | 1271        |                 |
| José Baquero Sabogal        | 474         |                 |
| José Raúl Bautista Guacheta | 362         |                 |
| María Rosabeth Jiménez      | 295         |                 |
| Juan José Jiménez Beltrán   | 278         |                 |
| Jaime Hernández Canchón     | 218         |                 |
| Votos no marcados           | 741         |                 |
| Votos Nulos                 | 2392        |                 |
| Votos en Blanco             | 4882        |                 |
| TOTAL                       | 50826       | 50826           |

#### Plan de Desarrollo
El Plan de Desarrollo Municipal del gobierno del alcalde Carlos Alberto Chávez Moya (2024-2027) se llama "Cosechando con Amor por Madrid". El 22 de mayo de 2024, el Concejo Municipal de Madrid Cundinamarca aprobó este Plan de Desarrollo Municipal con catorce (14) votos a favor y uno (1) en contra.